# Caravan From Tokyo
『Caravan From Tokyo - HIDEKI SAIJO CONCERT TOUR '86 -』（キャラバン・フロム・トウキョウ）は1987年2月15日に発売された西城秀樹のライブ・ビデオ（VHS）である。

## 内容
- 1986年10月14日～10月19日に香港、シンガポールにおいて開催された、西城秀樹の海外コンサートの模様が収録されている。

## 収録曲
1. CITY DREAMS FROM TOKYO
作詞・作曲:MAYUMI　編曲:鷺巣詩郎
  - アルバム『FROM TOKYO』収録曲
2. BEAT STREET
作詞：吉田美奈子　作曲・編曲：角松敏生
3. Through the Night
作詞・作曲・編曲：角松敏生　ブラス編曲：磯広行
  - アルバム『GENTLE・A MAN/西城秀樹』収録曲
4. TELEVISION
作詞:吉田美奈子 作曲・編曲:角松敏生 ブラス編曲:数原晋 コーラス編曲:吉田美奈子
  - アルバム『TWILIGHT MADE …HIDEKI』収録曲
5. RAIN
作詞・作曲:吉田美奈子　編曲:椎名和夫
  - アルバム『FROM TOKYO』収録曲
6. 抱きしめてジルバ -Careless Whisper-
作詞・作曲：G. MICHAEL-A.RIDGELE　訳詞：森田由美　編曲：丸山恵市
7. YUME NO SASAYAKI（夢の囁き）
作詞：大津あきら　作曲：鈴木キサブロー　編曲：山川恵津子
  - アルバム『FROM TOKYO』収録曲
8. 腕の中へ -In Search of Love-
作詞：A.RICH　作曲：B.MANILOW-H.RICE　日本語詞：吉田美奈子　編曲：船山基紀
9. 追憶の瞳 〜LOLA〜
作詞：大津あきら　作曲：関口敏行　編曲：船山基紀
10. ギャランドゥ
作詞・作曲：もんたよしのり　編曲：大谷和夫
11. ジェラシー
作詞：森田由美　作曲・編曲：後藤次利
  - シングル『抱きしめてジルバ』C/W収録曲
12. ナイトゲーム
作詞・作曲：E.HAMILTON　編曲：前田憲男　訳詞：山本伊織
13. IMA（今）
作詞・作曲・編曲:吉田美奈子
  - アルバム『FROM TOKYO』収録曲

## 復刻盤
- 2003年12月17日発売のDVD『THE STAGES OF LEGEND - 栄光の軌跡 -』（7枚組）の中の3枚目
- 2015年7月15日発売のDVD『THE STAGES OF LEGEND -栄光の軌跡- HIDEKI SAIJO AND MORE』（9枚組）の中の3枚目